# Unione Sportiva Aurora Mombretto 1972 1981
Questa voce raccoglie le informazioni riguardanti l'Unione Sportiva Aurora Mombretto 1972 nelle competizioni ufficiali della stagione 1981.

## Organigramma societario

### Area tecnica
- Dirigenti accompagnatori: Vincenzo Ponzo e Lodovico Manara
- Dir. addetto all'arbitro: Pietro Ponzo
- Medico sociale: Dott. Simone Jung
- Massaggiatore: Vincenzo Ponzo

## Rosa
Rosa e numerazione con dati parziali.
| N. |                   | Ruolo | Calciatrice           |
| -- | ----------------- | ----- | --------------------- |
| 3  | Italia (bandiera) | D     | Chiara Boschini       |
| 3  | Italia (bandiera) | D     | Carla Borghi          |
| 6  | Italia (bandiera) | C     | Angela Castrezzati    |
| 9  | Italia (bandiera) | A     | Laura Consolati       |
| 5  | Italia (bandiera) | C     | Rosa Dancelli         |
| 10 | Italia (bandiera) | A     | Maria Teresa D'Errico |
| 2  | Italia (bandiera) | C     | Rita Franchino        |
| 7  | Italia (bandiera) | A     | Anna Maria Gentile    |

| N. |                   | Ruolo | Calciatrice       |
| -- | ----------------- | ----- | ----------------- |
| 8  | Italia (bandiera) | A     | Rita Giovannini   |
| 2  | Italia (bandiera) | D     | Natalina Grossi   |
| 1  | Italia (bandiera) | P     | Marinella Massari |
| 4  | Italia (bandiera) | C     | Angela Moccia     |
| 11 | Italia (bandiera) | A     | Graziella Prada   |
| 6  | Italia (bandiera) | C     | Cristina Stellini |
| 1  | Italia (bandiera) | P     | Daniela Terribile |